# Dypsis corniculata
Espèce
Statut de conservation UICN

 EN D : En danger
Dypsis corniculata est une espèce de palmiers (Arecaceae), endémique de Madagascar. En 2012 elle est considérée par l'IUCN comme une espèce en danger d’extinction, alors qu'en 1995, elle était considérée comme une espèce vulnérable.

## Répartition et habitat
Cette espèce est endémique au nord-est de Madagascar où elle est présente entre 25 et 900 m d'altitude. Elle pousse dans la forêt tropicale humide de basse altitude.